# دييغو غوتيريز
دييغو غوتيريز (3 نوفمبر 1972 في كولومبيا - ) هو لاعب كرة قدم كولومبي وأمريكي في مركز الوسط. شارك مع منتخب الولايات المتحدة لكرة القدم. أما مع النوادي، فقد لعب مع سبورتينغ كانساس سيتي وشيكاغو فاير وسبورتيفو إيطاليانو ‏ وGeneration Adidas ‏.

## وصلات خارجية
- دييغو غوتيريز على موقع قاعدة بيانات كرة القدم.إي يو (الإنجليزية)
- دييغو غوتيريز على موقع ناشيونال فوتبول تيمز (الإنجليزية)